# Galera catalana

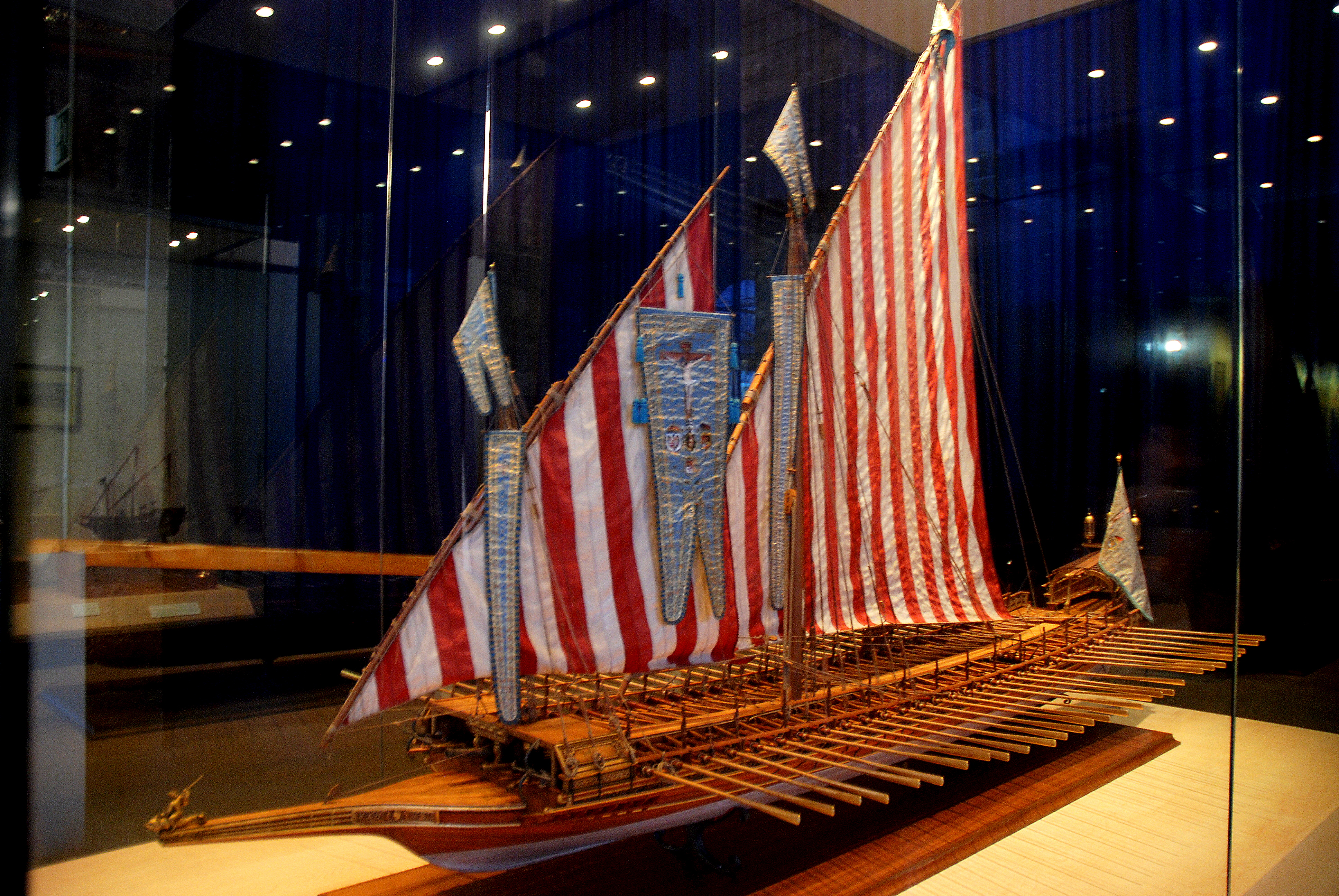
Modelo de la "La Real".

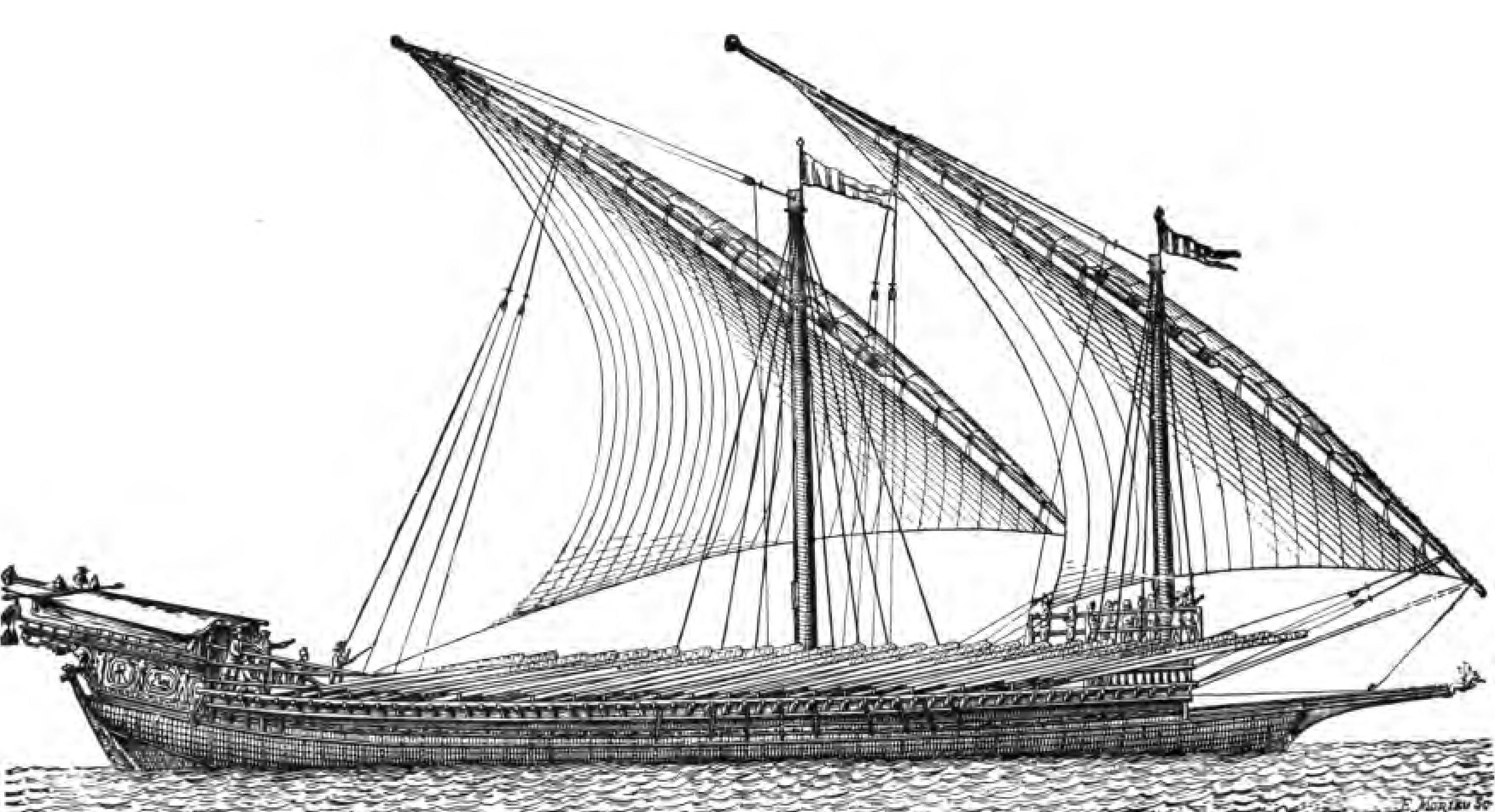
Galera catalana navegando a un largo.

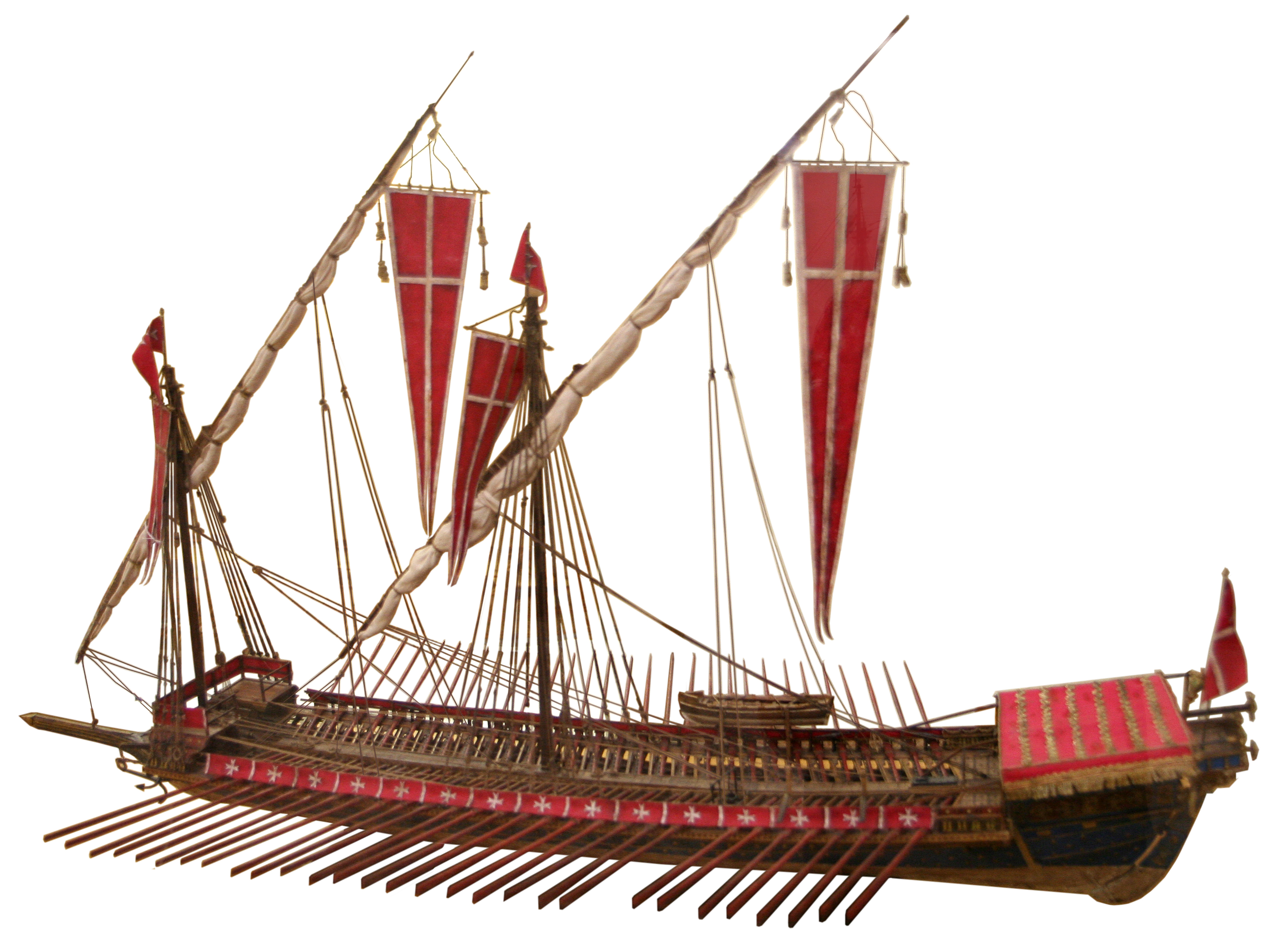
Galera maltesa, de estilo catalán

La galera catalana (antiguamente galea), fue un tipo de barco de guerra y de comercio, propulsado completamente por la fuerza de los remos y a veces por la del viento, gracias a la presencia de mástiles con sus velas (normalmente latinas). Tiene entidad propia respecto a las galeras de las otras naciones marítimas (referenciadas sólo a partir del siglo XIII), ya que el Corominas aporta una referencia de una galera catalana del año 1120 (100 años antes que las otras).
Como mínimo a partir del siglo XII, los catalanes construyeron las "galeras catalanas", haciendo un uso extensivo de ellas para las guerras con las diferentes repúblicas marítimas (cómo enemigas o como aliadas) o para el comercio con la mayoría de puertos del Mediterráneao, garantizando las rutas comerciales con los consulados de catalanes. Su uso empezó a declinar a partir del siglo XVII, cuando fueron progresivamente sustituidas por los veleros, extinguiéndose definitivamente a finales del siglo XVIII.

## Etimología
El nombre "galera", para una nave catalana está documentado en el siglo XII (en 1120), viene derivado del antiguo término galea, y este del griego γαλέoς (galeos), es decir "forma de pez", porque la forma de este tipo de barcos en la época de su principal exponente, recordaba la forma de pez: una forma larga y sutil,

## Historia

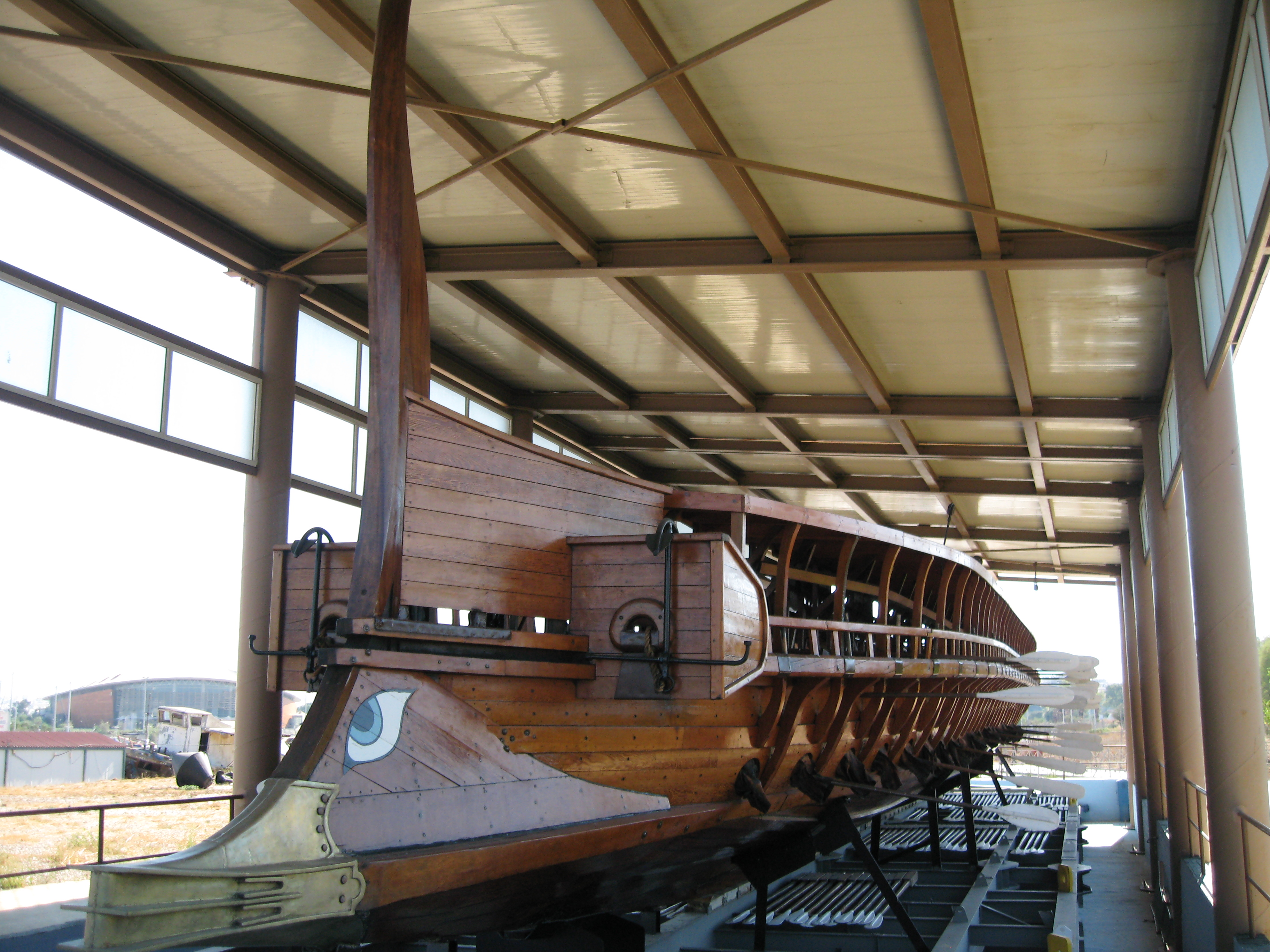
Reconstrucción del trirreme Olympias

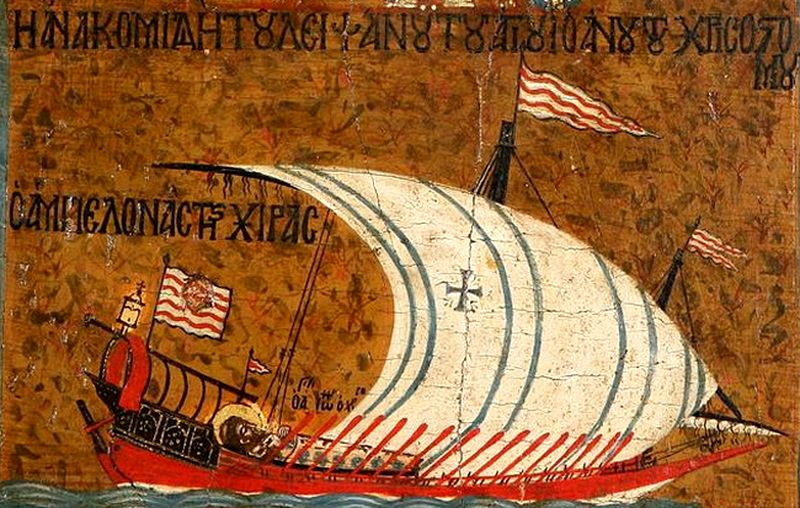
Galeota de estilo catalán (galera pequeña)

La galera catalana es la evolución natural de los antiguos barcos griegos, como aquellos descritos en la Ilíada y la Odisea. Los diferentes tipos de barcos griegos, tenían una forma del todo análoga, pero eran de un tamaño más reducido.
La construcción de barcos más grandes fue posible, en la época clásica, con la innovación de los remos dispuestos sobre más órdenes a ambos costados de la nave: el mejor compromiso entre tamaño y maniobrabilidad fue logrado con la trirreme, es decir una galera con tres órdenes de remos, que sustituyó la pentecontera. En la Batalla de Salamina (480 a. C.) la flota de Atenas ya estaba constituida casi completamente por trirremes. Más raras, pero siempre presentes, eran barcos con un número más grande de órdenes de remos, adoptadas en particular por los Romanos.
La forma de estos barcos quedó prácticamente sin cambios hasta principios de la Edad Media, cuando el Imperio bizantino desarrolló los dromons, una forma intermedia entre las ágiles trirremes y los barcos más grandes.
En el siglo XII (1ª referencia del año 1211), en Occidente, con el inicio del desarrollo de la marina aragonesa, aparecieron diferentes tipos de galera catalana, un barco híbrido ideado no solamente con las ventajas del barco de remos, sino también por el hecho de asociar dos características en el mismo tipo de barco: como barco de guerra y como barco mercante.
Hacia finales de la Edad Media se inventó el sistema de remo con escálamo (cat. escàlem), en el que 4-5 remeros hacían bastante sobre el mismo remo. Los remeros podían ser hombres libres asalariados o reclutados por sorteo (en caso de guerra), también podían ser esclavos o bien prisioneros condenados a galeras por un cierto número de años: el término catalán galiot y el castellano "galeote" derivan efectivamente de la palabra "galea" (galera).
Finalmente la galera fue sustituida progresivamente por el galeón propulsado solamente a vela, mucho más grande y potente: aparte de tener una mayor potencia de fuego, este podía afrontar los rumbos oceánicos, que con el incremento del tráfico con América se convirtieron en más importantes. El galeón, inventado en España, los primeros en adoptarlo fueron los países de la costa atlántica, sobre todo Inglaterra. Pero en cambio en el Mediterráneo, en pleno siglo XVII, la galera era todavía el barco de guerra de uso más común.

## Organización a bordo
La organización de las galeras catalanas en la Edad Media tenía dos secciones principales: los remeros, a las órdenes del cómitre o capitán de chusma; y aquellos a los que podríamos calificar como la oficialidad. Entre estas dos secciones había marineros con consideración por sus funciones. La oficialidad estaba compuesta por el patrón, uno o más pilotos y el escribano de a bordo que disfrutaba de grandes preeminencias.
Entre la tripulación había los pilotos, hombres prácticos y de conocimientos náuticos, entre los que se elegía a los contramaestres y timoneles. El cargo más importando era para el piloto mayor, verdadero oficial que suplía al patrón y podía hacer, accidentalmente, de piloto. Los otros marineros eran paneses e iban a la popa del barco, había también uno o más carpinteros y calafates y los sirvientes o criados, entre los que había los nois (muchachos) o grumetes.
Cuando una galera de comercio pasaba a ser armada, subía de graduación, aumentando el número de tripulantes, habiendo algunas veces un almirante o un capitán en lugar del patrón, hombres de proa y gonfaloneros, encargados de banderas y señales, y conservando sus altas funciones, la escribano de la galera.
Era curiosa la organización de una galera corsaria, mezclando los cargos de paz y de guerra. Aparte de los antes mencionados, la tripulación tenía diferentes especializaciones, los veedor o liquidadores, repartidores de los botines conseguidos; los aferradors (agarraderos) que se aferraban a las naves en los ataques, en el momento del abordaje; los registradores que registraban los navíos contrarios y efectuaban el inventario de la presa; los chicos (grumetes), con un cabo encargado de ellos; los Cónsules, una especie de jueces encargados de la policía a bordo, y los clavarios (tesoreros) interventores de las presas realizadas y cajeros depositarios del que se recogía. El piloto mayor, en funciones de contramaestre o capitán de velas, se encargaba de todo el en lo referente al velamen. Era obligatorio en los navíos de guerra o de coros la presencia de un sacerdote, de un médico y de un barbero.

### Tripulación
Para una tripulación de ciento marineros, se solía establecer esta proporción: 16 pilotos, 24 paneses y el resto proeles.
A los soldados embarcados se los denominaba hombres de armas (gente de armas) y ballesteros, algunos de ellos tenían a su cargo la guardia del almirante. Los ballesteros llevaban dos ballestas de tres pies de longitud (con sus nueces), trescientos pasadores, flechas, una Gorella, una cota conchada, una coraza, un bacinete, un cesto y dos ganchos para armar y montar la ballesta.
Los pasajeros se dividían en tres clases: comerciantes o sobrecargos; pasajeros peregrinos, que viajaban en cumplimiento de un voto, y pasajeros con equipaje, en tráfico de un puerto a otro.
Los comerciantes que transportaban carga propia, disfrutaban de ciertos privilegios a bordo. Eran consultados en determinadas circunstancias, como en los cambios en el viaje, escalas, ataque de enemigos o abandono de paquetes en caso de tormenta, determinaciones que exigían esta consulta previa y que el escribano anotaba en su libro, haciendo una relación jurada, en caso de naufragio, que obligaba a los supervivientes.
Un pasajero que transportara menos de diez quintales de carga, era considerado como peregrino, y solo era consultado en ciertos casos. Los otros pasajeros no eran consultados, puesto que no tenían representación, igual que los marineros, excepto cuando estos iban aparte proporcional de los beneficios del flete. Era obligación de todos los que iban a bordo, llevar armas para su defensa personal.
Los marineros podían cobrar o bien un sueldo mensual, un tanto por milla, o por viaje entero a un puerto dado. Unos recibían la comida del capitán y otros se lo preparaban ellos mismos. Algunas veces transportaban pacotilla, es decir una variedad de efectos, según costumbre de los puertos o según convenio celebrado, que los otorgaba derecho a embarcar por su cuenta a cada viaje, para comerciar con ella. Podían transportar libre de cargo, el equivalente en mitad del sueldo de todo el viaje, pagando fletes por el excedente.

### Comida
Tenían tres comidas al día: por la mañana pan con companatge, consistente en comida fría o fruta; al mediodía, el domingo, martes y jueves, carne asada, los otros días escudella o sopa sin carne; por la noche pan y companatge, que consistía en queso, cebolla, sardina salada u otro pescado seco.
Era obligación del capitán repartir vino a cada comida, mientras no estuviera demasiado claro, en este caso lo tenía que espesseir con pasas e higos secos hervidos. Solo al faltar esto se suprimía el vino. Por Pascua y otras festividades importantes, se daba doble ración.
Los pasajeros, cuando eran sobrecargos o comerciantes, generalmente tenían a su cargo un criado servil que los preparaba la menestra. En cambio aquellos llamados peregrinos la convenían con el patrón o se la preparaban ellos mismos o tomaban la que se preparaba para la tripulación. Según el importe de la mercancía que llevaran a su cargo, los pasajeros podían acompañarse de criados y equipaje sin pagar flete. Cuando no llevaban mercancías o llevaban poca, pagaban.
Los contratos y ajustes que hacían los comerciantes, peregrinos, pasajeros, oficiales y marineros con el patrón, se escribían en el cartulario o registro del escribano , en el que se anotaban también las entradas y salidas de mercancías, siendo un dietario del que sucedía en el viaje, y daba fe entre los cargadores o los que tenían parto en el barco.
El escribano prestaba juramento al recibir el cargo y conservaba el libro, que no podía ser visto por ningún tripulante.

### Ordinationes Ripariae
Los prohombres de la ribera de Barcelona hicieron, el 1258, unas ordenanzas llamadas Ordinationes Ripariae, en las cuales consignaban disposiciones para la navegación. Por ellas se puede ver como la marina mercante se armaba en circunstancias en pie de guerra, para evitar los ataques de que podían ser objeto las naves, por parte de piratas y corsarios sarracenos, en sus viajes en Oriente. Empleando términos apropiados a nuestros tiempos, podríamos decir que constituían un tipo de reserva de la marina militar, dispuesta siempre a entrar en funciones bélicas y abandonando sus funciones típicas de comercio.
Todo marinero tenía que llevar un ausberg (cota de malla), un casco de hierro, escudo, dos lanzas y una espada o sable. No eximía de ir armados a los tripulantes de los leños. Tan severa era la ordenanza, que se imponía una pieza de cincuenta sueldos al capitán, por cada marinero que tuviera a bordo sin armamento.
Es realmente curioso el estudio que se refiere a los corsarios. En las Ordenanzas, los epígrafes que hemos citado, se detallan el nombre y la clase de barcos, la fuerza de las tripulaciones y el régimen interior de los barcos, maniobras de guerra y funciones y oficios que en ellos se practican.

### Libro del Consulado de Mar
El Libro del Consulado de Mar tiene un apéndice de 34 capítulos titulado "Ordinacions de tot vaixell que se armara per anar a cors, i de tota armada que's faci per mar", escrita en catalán antiguo, que quiere decir aproximadamente "Ordenanzas de cualquier barco que se armara para corsario y de toda armada que se produzca en el mar". La nota del sumario indica los cargos y funciones apropiadas al servicio, como se desprende de su enumeración por materias:
"Del almirante, capitán y armadores, como tiene que ser claro gasto y beneficio; del cómitre, de conveniencias; de las partes que se tienen que hacer en nave armada, de pilotos y otros oficios, y de la partición; el Almirante, de piloto mayor; de proeles; de ballesteros; de hombres de armas, de gabiers (los que iban a las jaulas); de peso y medida de sobreguardas; de timoneles, de barberos; de liquidadores, de la Guardia del Almirante, de espías y de registradores; de sirvientes; de maestro de azuela (carpintero de ribera), de ballestero; de calafate, de cabo de sirvientes; de cónsules; de lo que tiene que hacer el Capitán; del Escribano, de los tesoreros; del piloto mayor, y de cómo se leven (reparten, distribuyen?) las quintas partes"
Otro apéndice son las Ordenanzas penales para el servicio de la marina, formadas por 39 artículos que llevan esta rúbrica: "capítols del rei en Pere sobre los fets i actos marítims" (Capítulos del rey Don Pedro sobre hechos y acciones marítimas) promulgados en Barcelona por orden real el 1430 y que fueron dictados por tres notables marinos barceloneses: Bernat de Cabrera, Jaume Boscà y Joan Llompart.

## Características

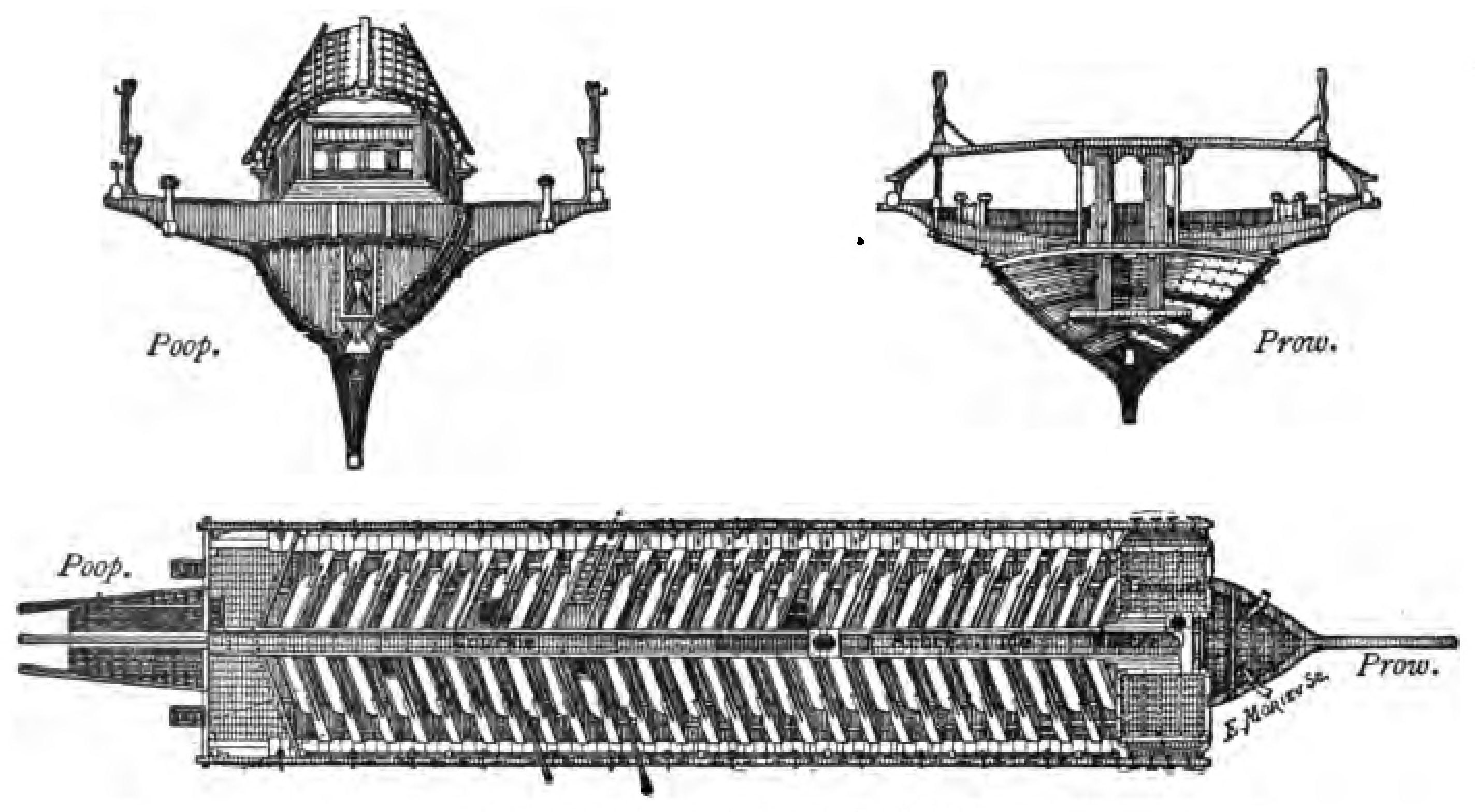
Secciones de una galera catalana.

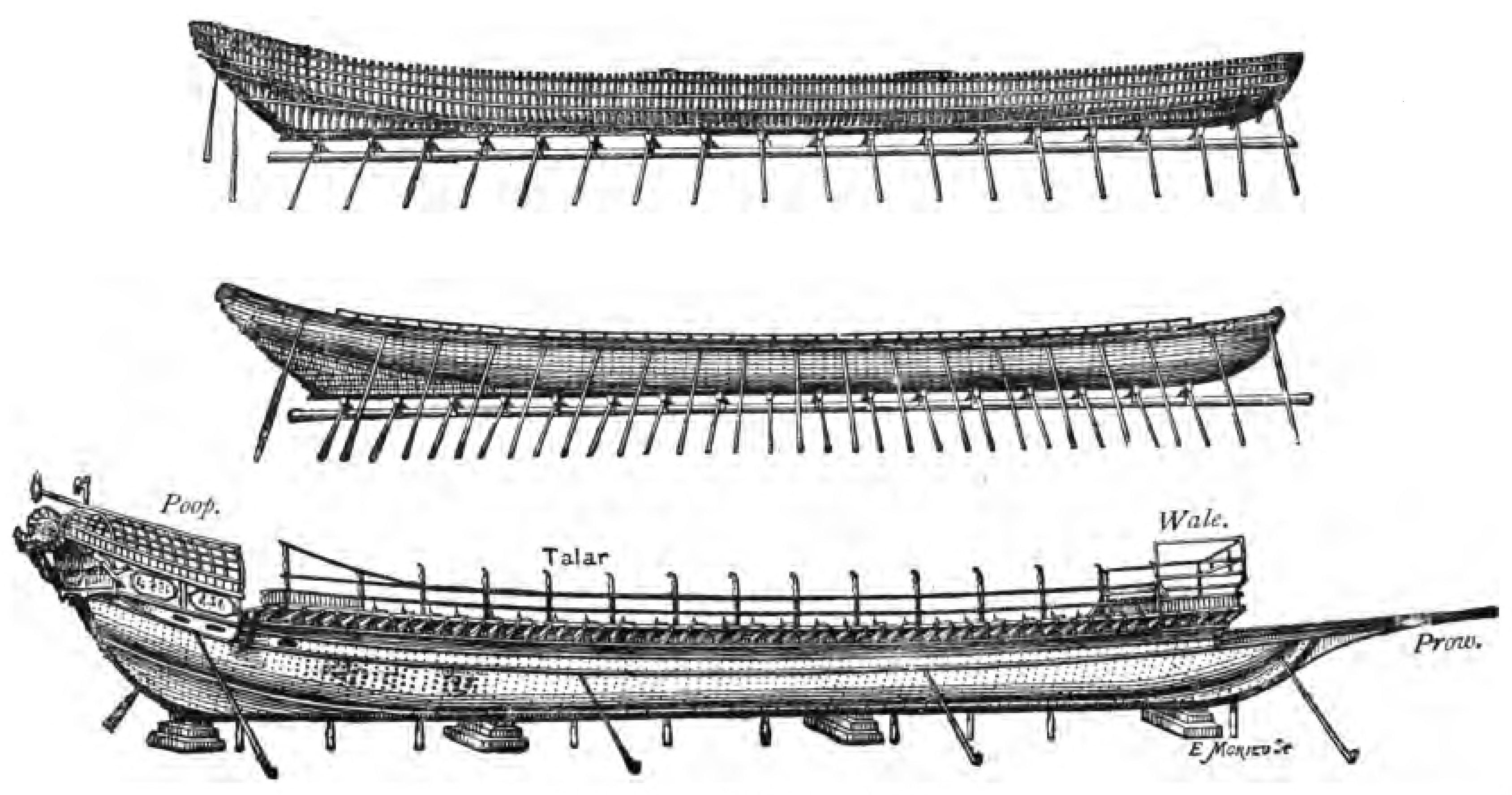
Etapas de construcción de una galera catalana.

hubo ejemplos de galeras catalanas de hasta 60 m de eslora y 6 m de manguera, con un acicate emergente fijado a la proa, que servía para espolear las naves adversarias y entonces poder lanzar los ganchos para pasar al abordaje. La propulsión a remo hacía la galera catalana veloz y maniobrable en toda condición; las velas cuadras o latinas permitían explotar el viento cuando soplaba en la buena dirección.
La forma larga y apretón de las galeras, ideal sobre todo en batalla y para obtener una buena velocidad (que en barcos que no planeen queda limitada por la eslora), iba en detrimento de la estabilidad, y las tormentas y el mar grueso las podían hacer zozobrar: por eso se utilizaban preferentemente durante la temporada estival, como mucho hasta el otoño; está documentado por Joan de Austria que las galeras invernaban: "..el ynbernadero del rio de Tortosa de que hallo aquí grande relacion y al comendador mayor (Lluis de Requesens) y a don Sancho las pareçe que se lo mejor que S M tiene en toda España..". Si el viaje lo permitía, hacían una navegación de cabotatge, es decir cerca de las costas, puesto que la poca capacidad de su bodega obligaba a varias etapas por el abastecimiento sobre todo de agua, que los remeros, por el continuo esfuerzo físico, consumían en gran cantidad. Aun así, aunque la galera estaba poco adaptada a la navegación oceánica se empleaban en el comercio con Inglaterra y el resto de puertos del mar norteño y se hicieron en Barcelona para la carrera de Indias.
Desde el siglo XIV en el siglo XVI, en qué su uso militar fue muy importante, las galeras catalanas se clasificaban en tres categorías, en función de su medida, siendo de mayor a menor, gordas, bastardes y sutiles. La tripulación de las galeras catalanas incluía cuarenta ballesteros en las gordas y treinta en las sutiles, con misión de atacar con flechas y viratones las cubiertas enemigas. La galera real o almirante, estaba fuera de la clasificación,

### Galera capitana
La galera capitana era una galera grande, a la cual acompañaba una escuadra sutil, o ligera, de galeras y leños a remo. Regulaban la subordinación, premios, castigos, peligros y ganancias.
Los hombres de armas constituían la guardia del almirante, en combate, nunca tenían que dejar desamparado, hasta perder la vida. Su armamento ordinario eran los ya mencionados ballesteros, excepto aquello que dispusiera el almirante. Era gente apropiada para los abordajes, y luchaban en todas las ocasiones; su premio era una cuarta parte del botín, aparte del que el almirante los pudiera prometer. La presa más deseada era la armadura del cabo y todo lo que llevaran los enemigos en el momento del abordaje, puesto que una vez consumado este, prescribían sus derechos. Toda la gente de armas era comandada directamente por el llamado condestable.

### Combate
A bordo de las galeras catalanas, los combates con otras galeras se resolvían solamente al abordaje, en los que las tripulaciones se enfrentaban cuerpo a cuerpo y, a partir del XVI siglo, con disparos de arcabús. A veces los remeros también se unían a la lucha.

Comparadas con los galeones de medida mediana, que tenían de doce a veinte cañones de más calibre y alcance, las galeras eran de estructura frágil poco resistente al fuego enemigo, disponiendo como máximo, de cinco cañones a proa. En el combate la baja estructura de las galeras era sobrepasada por las altas bordes de los galeones, mientras que su tripulación disparaba desde las cubiertas, más altas.

### Los ballesteros "en tabla"
Los ballesteros fueron las fuerzas ofensivas más importantes a bordo de una galera tradicional, y convivieron muchos años con los arcabuceros y artilleros. Ramón Muntaner era partidario de los ballesteros profesionales, solo enrolados para hacer de ballesteros (ballesteros contratados en la tabla de acordar; de aquí la denominación “en tabla”).
Era preceptivo que todo marinero con funciones de ballestero en las galeras, tenía que tener dos ballestas de dos pies y otra de estreb (que llevaba un estreb para armarla), trescientos pasadores, casco de acero, pespunt (podría ser la unión de peso y punto: punto-pesado) o coraza y espada o sable. El mismo armamento tenían que llevar los ballesteros de oficio en naves menores.
- Las galeras eran las mismas. Las galeras normales solo llevaban dos remeros por banco: un palomero y un postic. Las galeras con terceroles iban con un tercer remero en cada banco: el tercerol. Eran más rápidas pero el número de ballesteros profesionales era más reducido.
- Algunos estudiosos extranjeros han querido traducir (sin justificación ni acierto) la "tabla" por un tipo de castillo o refuerzo de protección que solo llevaban las galeras catalanas.[13][14][15][16]

## Construcción de una galera
Una galera se construía en un varadero o grada, natural o artificial. El primero que hacía falta era "plantar las estepas", disponer unos tablones nivelados que formaban la base de la construcción.
La construcción propiamente dicha empezaba con la colocación de la quilla (tradicionalmente llamada carena), la roda de proa y su contra-roda, la roda de popa y su contra-roda. Las cuadernas eran de varias piezas: medissos y estameneres. El medís se afianzaba a la carena, en posición aproximadamente horizontal y perpendicular. A cada banda del medís se unía una estamenera (en castellano "varenga"). Medissos y estameneres iban encavalcats (de lado) para formar una unión bastante sólida.
Un golpe colocadas todas las cuadernas sobre la quilla o carena, se reforzaba el conjunto con la sobrequilla. Se unían los cabos superiores de las cuadernas con un trancanil longitudinal a cada banda y se montaban los baos, largueros de parte a parte.
El conjunto de piezas anteriores, reforzado con la cinta y la contracinta (a cada lado) y los contovals (uno a cada banda), formaba la estructura resistente o esqueleto de la galera. Solo restaba posar lo forro y la cubierta.
- El forro estaba formado por planchas colocadas a tope (“carvel” en inglés).
- Hay que recordar que una galera era un barco casi cerrado del todo por la cubierta y, en este sentido, relativamente estanco en las oleadas que rompían en cubierta. Los remeros iban al exterior. Esta calidad de barco estanco “a priori”, quedaba contrarrestada por la fragilidad estructural del conjunto, que determinaba unas calidades mediocres para resistir tormentas fuertes.
- Una parte importante era el calafateado, la pintura y el despalmado de la obra viva.[19]

### Partes de una galera
- Arboladura
- Casco (cat. buc)
- Bacallares
- Ballesteras
- Batallolas y batalloletas
- Cuarto de boga
- Castillo de proa (cat. corulla, arramblada)
- Castillo de popa
- Crujía (cat. cossia)
- Toletes
- Escandalar
- Espolón (cat. esperó)
- Yugos
- Paraíso
- Postizas
- Quilla
- Tabernáculo
- Toldo
- Velas

### Quaderna maestra

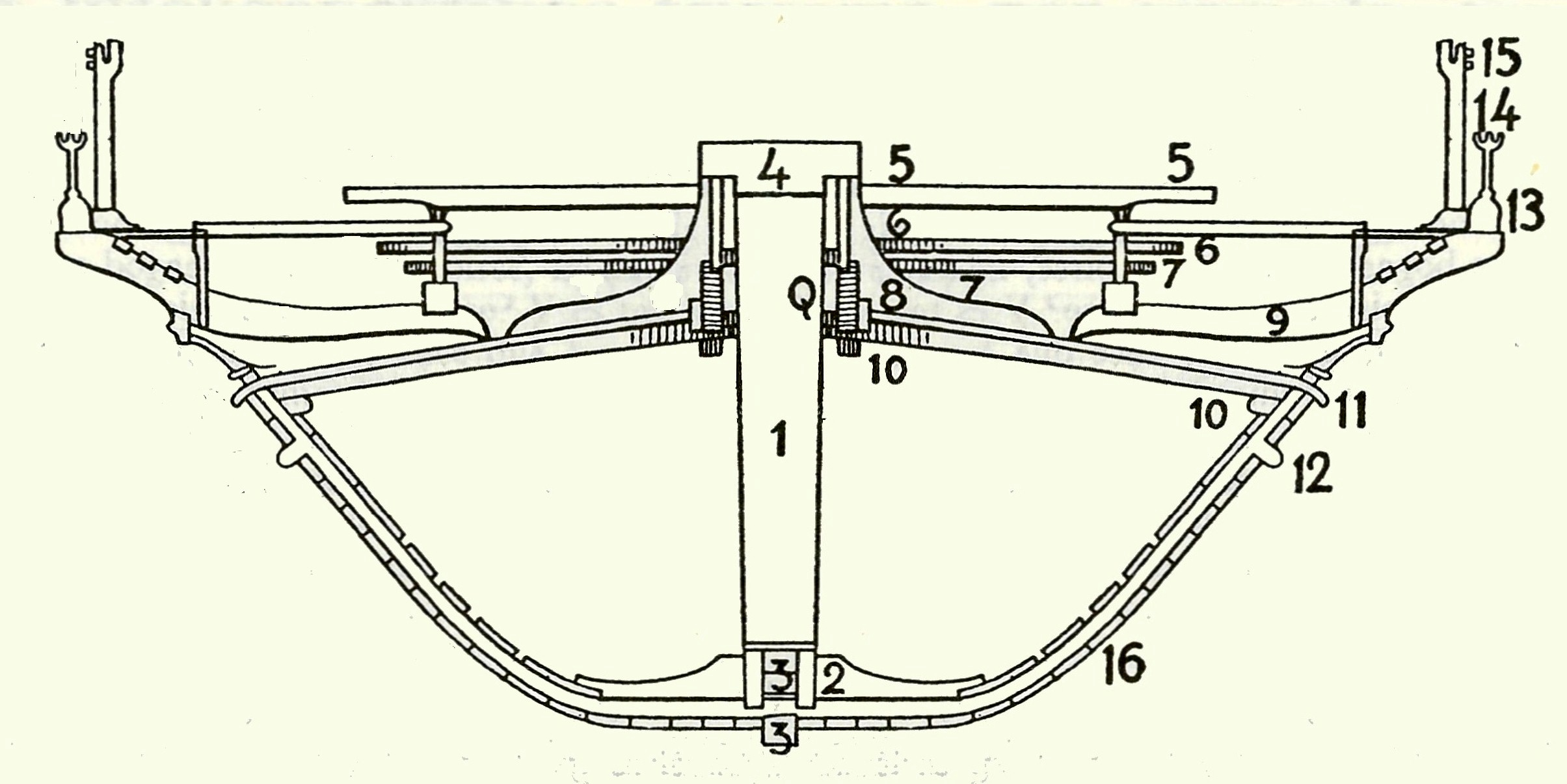
Sección a nivel de la cuaderna maestra de La Real. Nombres:
1, apoyo del mástil maestro o mayor; 2, curva de sujeción de la carlinga del mástil (carlinga=paramola); 3, quilla y sobrequilla; 4, clave del mástil; 5, banco o bancada; 6, travesía por engrillonar los remeros; 7, banquillo para apoyo de los pies de los remeros; 8, curva; 9, bacallar; 10, cubierta; 11, trancanil; 12, cinta; 13, postizas; 14, batallola; 15, batallola para las pavesadas; 16, forro

### Colores y decoración
Los buques de las galeras se pintaban de negro o de colores vivos: rojo, verde, moratón, amarillo,... Algunas galeras iban decoradas con lujo.
- Pedro III de Aragón encarga a Ramón Marquet la pintura de barcas y galeras, en varios colores.[21]

Petrus Dei gratia, Rex Aragonum, fideli suo Raymundo Marcheti salutem et gratiam : Manam vos que fasats pintar les Galees et les Barches de les Galees so es á saber; les dues Galees blanques et dues bermeles, et dues grogues, et dues berts, et dues blaves, et dues seyal de Barchelona, e puys sobre tot lo pint aya Escuts Reyals en cascuna Galea et Barca. En cara manam que la Nau que fo den Vilar et una Barcha de Sanert que hom hi fassa sien pintes á senyal Reyal...
Marina Española de la Edad Media. F. Javier de Salas.

- Galeras valencianas de Juan el Cazador.[22]

De les grosses, la Santa Maria, s'ha d'aparellar pel Sant Pare, y mana que's faça en
l’escandelar, axí bella cambra com se pertany, la qual sia pintada ab l’escandalar ensemps de vermell als costats e quey sien fets cayrons Reyals ab fulla dor segons ques mereix e que la cuberta sia dazur ab estels de fulla daur axí be com fer se pusca; la popa de la qual sia tota vermella e que la fornescats de totes altres coses quey sien necessaries ... Així mateix vos manam que l’altra galea grossa apellada Sent Johan, sia pintáda de vert, axí com l’altra dessús deu esser vermella e quey sia aytal diferencia que so que seria d’or en aquella ultra les armes Reyals sia dargent en aquesta, en la qual montará nostra cunyat lo Cardenal de Terovana…
Johan I D'Aragó, pàgina 182. Josep Ma Roca i Franquesa.

## Disposición de los remos
- A la senzilla: con tres remeros por banco o traste (cada remero con un remo). En cuanto a la posición de los remeros en los trastes parece que había palomeros, postics y terçols.
- A galotxa: En una ringlera por banda (unos cuantos remeros por remo, normalmente 3 remeros: el vogavant y dos más).[24][25][26][27]

### Fogón
- El fogón de una galera de los siglos XVI-XVII estaba situado a la banda de babor (izquierda) y ocupaba el espacio de un remo. Así, una galera de 51 remos armaba 25 remos a babor y 26 a estribor. En cuanto a la situación longitudinal iba situado a proa del mástil maestro o mayor. Algunos documentos indican las dimensiones de la caja del fogón: 8 x 4 pies y 8 pulgadas de estatura. La caja estaba hecha con tablones de madera de encina de 2 pulgadas de grueso y llena de tierra (“argile” en el original francés, un manuscrito de 1619).[28]

## Bomba de achique

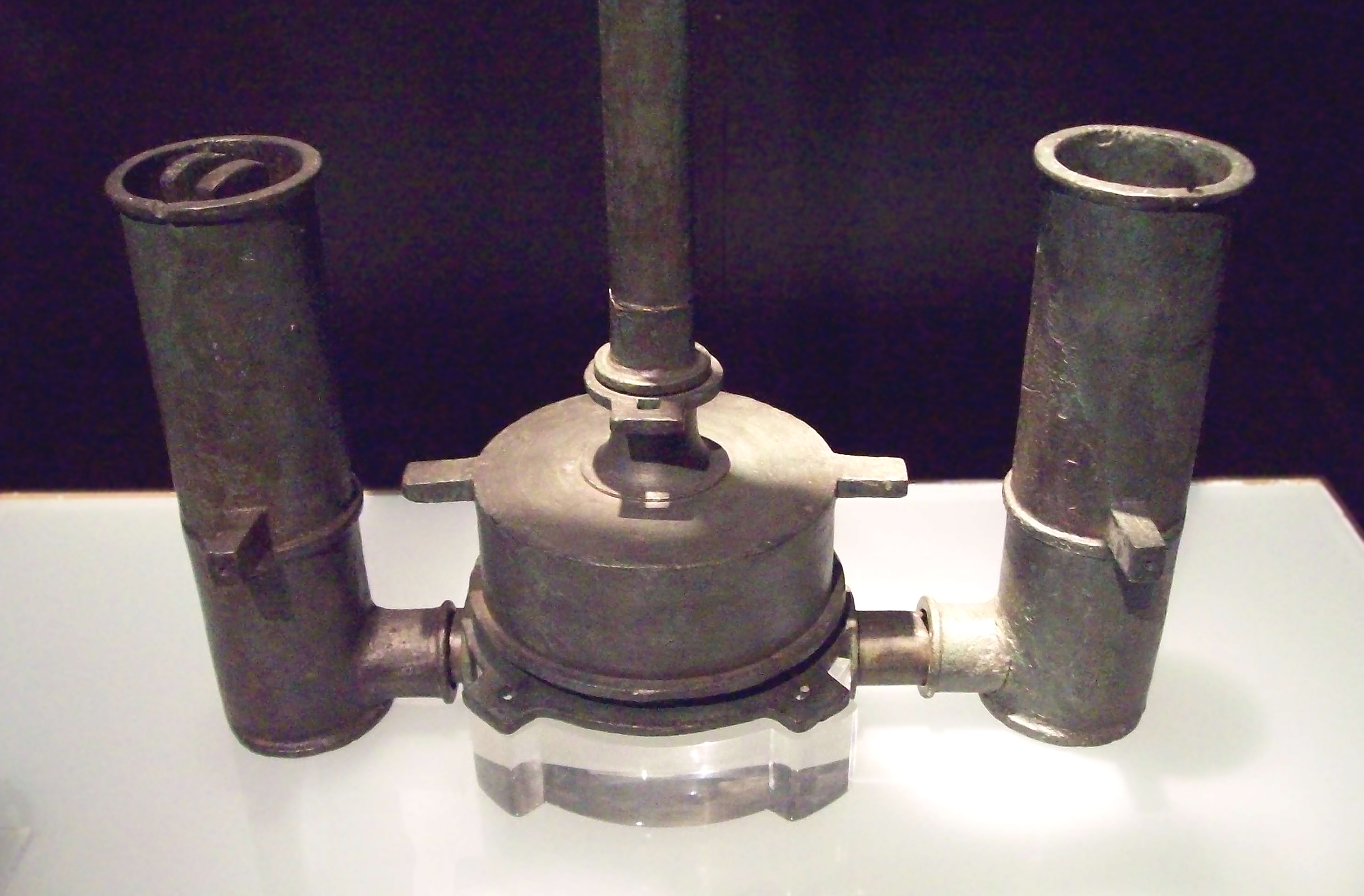
Bomba romana de bronce (Huelva)

En la Alta Edad Media no parece haber ninguna referencia de ningún tipo.
En época premoderna sí que hay alguna:
- En 1460, Miquel de Gualbes, de Barcelona, encarga al maestro de azuela de Mataró, Luis Pou, entre otras cosas: "..dos belios fustes redondos para dos trompas, que sien belios, de lonch e grux, a cordura del dedo maestro..".[29] Los "dos fustes", caracterizan la bomba del tipo aspirante-impelente.
- En un inventario de los astilleros de Barcelona de 1467 se puede leer: "un trompa de sgotar".[30]
- Unos versos del poema Luigi Pulci "Il morgante maggiore" 1487 hablan de cómo: "la tromba aggottava".[31]
- En 1460, Girolamo Cardano describe una.[32]

## Almacén de bombardas de Barcelona
Según documenta la Crónica de San Juan de la Peña (en 1359), a mitad del siglo XIV las galeras catalanas (las de las otras naciones tardaron uno poco más), se empezaron a armar con bombardas a bordo, el hecho era tan importante y secreto que los cómitres las sacaban de un almacén de Barcelona obligados a firmar un documento en el que decían que no las cederían a ninguna nación extranjera bajo pena de muerte en caso de hacerlo: "..la artillería que sacaban como alquilada en el gran depósito de bombardas, en el llamado Almacén del General en Barcelona.." Generalmente llevaban una bombarda de crujía central más algunas piezas de calibre inferior a babor y a estribor. La potencia de estas bombardas, especialmente las laterales, estaba limitada porque los retroceso de los disparos sacudían el barco.

## Astilleros de Barcelona

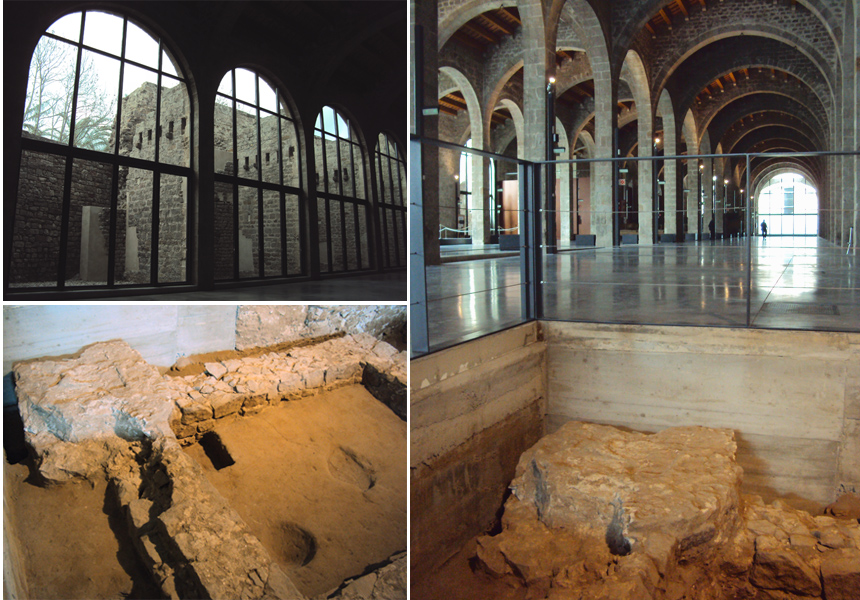
Nueva vista interior de la muralla, mausoleo y nave lateral (2013)

Los astilleros de Barcelona, donde se construyeron galeras hasta finales del siglo XVII se pueden considerar un gran complejo productivo de la Época Medieval y de la Edad Moderna, una verdadera gran fábrica moderna: donde trabajaban centenares de hombres, con sus diversas actividades, soportados por los gremios correspondientes, desde su barrio en el interior de la muralla. Las galeras eran construidas "en serie", anticipando las formas de la moderna cadena de montaje. La capacidad productiva de Barcelona era impresionante para la época: en 1571, en la inminencia de la batalla de Lepanto, fueron botados cincuenta barcos prontos a ir hacia Italia y Grecia.
En la batalla de Lepanto los catalanes (entre otros) experimentaron con óptimos resultados las galeazas hechas en Barcelona. Eran galeras más grandes y estables que podían embarcar baterías de cañones de gran calibre y disparar en todas las direcciones, en cambio, era imposible hacer maniobrar las galeazas con los remos, de forma que para ello tenían que ser remolcadas por dos galeras más pequeñas.

### Pedidos Reales de construcción de barcos

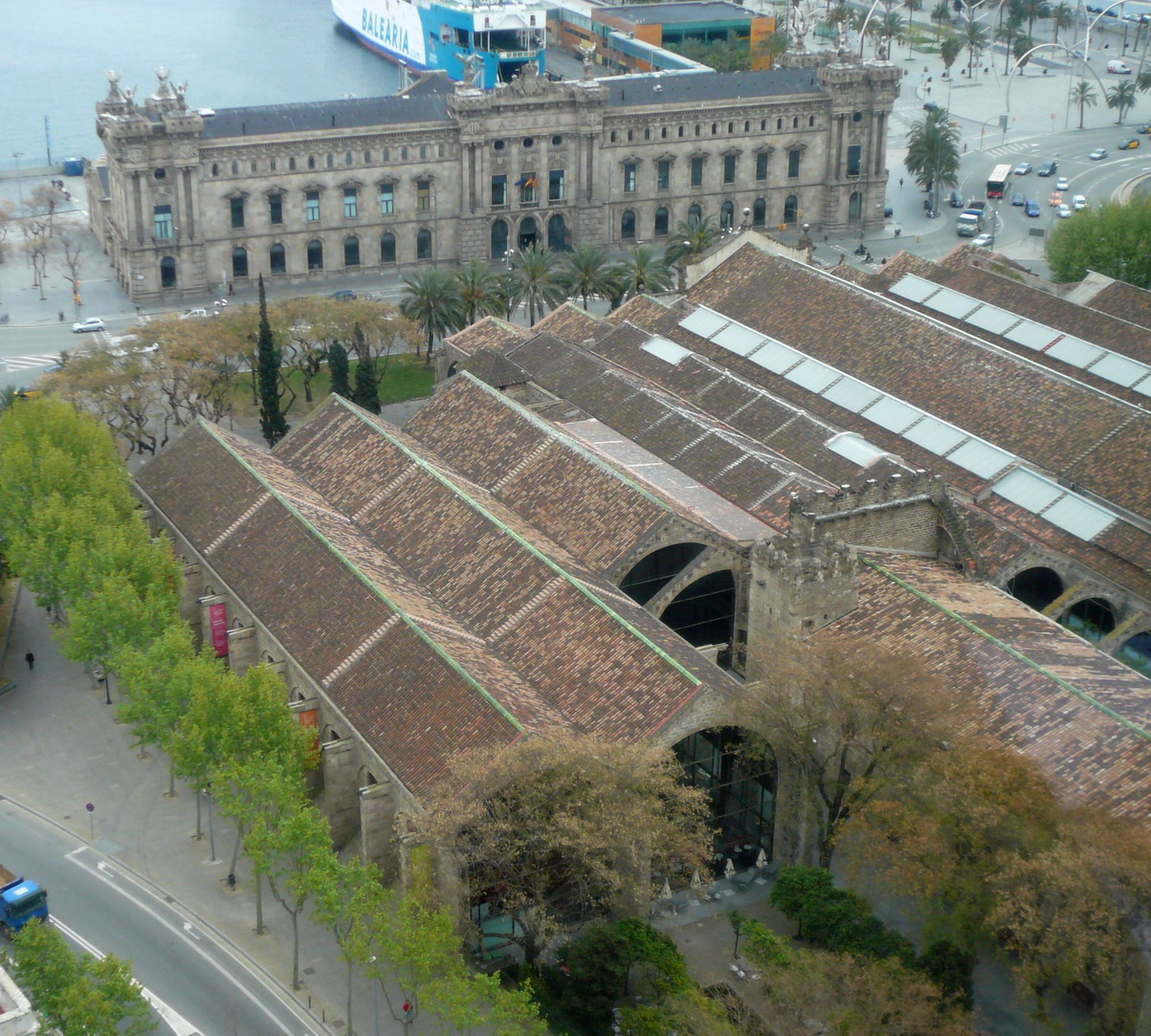
Astilleros con la Aduana impidiendo la botadura de naves hacia el mar.

- 1527 Campaña contra Barbarossa, de los archivos secretos Venecia-Inglaterra dados a conocer al público:

".. Orders have been given by the Emperor for the construction of 60 galleys at Barcelona, Genoa, and elsewhere. The Emperor enters the Cortes, summoned for grants of money, which is very unusual..."

- 1568. La Galera Real de Juan de Austria fue construida con madera de melís de Tortosa.[36][37]

Para esto despues de su elecion el año de 1568, a quinze de Enero, se dió orden al Duque de Francavila, y príncipe de Melito, que reside por Virrey en Catalunia, en Barcelona, hiziesse edificar esta galera de la mejor madera que se hallasse en estas partes, por ser el pino de Catalunia, el mejor leñame que en Assia, Africa, y Europa se halla fuera de las Indias Orientales assí porque es mas ligero que roble: como por ser mas fuerte que el pino ordinario, en tanto que se hazia en Barcelona el ornato de la popa...
Descripción de la Galera Real.

- 1571. Campaña de la batalla de Lepanto, de los archivos de los Requesens encontrados por P. Bosch (IHS):

"...... las quatro galeras de las quales están ya varadas las dos en lugar de las que en Carthagena se dexaron y se vararon luego las otras dos que de nuevo se arman aunque en esta atarazana faltan infinitos aparejos de los que serian menester y no esta la fabrica de la nueva galera real y de otras cosas tan adelante cuanto yo pense de todo. Procurare llevar relación y el virrey dize que la causa desto es proveerse poco dinero y de tarde en tarde. Suplico a V.M-. lo mande remediar y los ocho mil ducados que el tesorero Melchor de Herrera havia de inviar serán bien menester para despachar estas galeras v ansi ando procurando que el virrey los preste de unos dineros del subsidio que aqui estavan.."
."

- 1585. Frederic Despalau, drassaner mayor de los Astilleros de Barcelona.

A 22 de maig de 1585 volgué Sa Magestat, ab les persones reals, anar a la drassana per a veure lansar en mar unes galeres, la capitana que havie de ser de España y dos galeres que havien fetes per a navegar a les Indies, que may se n’havien fetes així, perquè eren de dos cuberts y de 20 bancs, y’s digué aprés feren bons prova per aquelles mars... Perqué en tots los regnes del rei no y à millor comoditat per a fer galeres que en Catalunya, per lo gran aparell que y à de fusta, ferro, canyem y abres y antenes y rems, que tot ho produeix la terra amb molta abundància...
Cavallers i ciutadans a la Catalunya del Cinc-cents. Antoni Simón i Tarrés. Pàgina 125.

- 1589. Campaña de defensa de Portugal, los archivos secretos Venecia-Inglaterra dados a conocer al público:

".. In Catalonia he has ordered ten galleons of six hundred tons each, lateen rigged, so as to sail better to wind; they are to be ready by March. For this purpose fifty thousand crowns have been sent to that district. The Catalans, who are entrusted with the order, declare that the time allowed is too short for the importance of the work; and even if all the wood were ready—and it is all to cut yet—it would be a hard task to complete the order in such a space of time.."

## Navegación por estima a bordo de las galeras catalanas

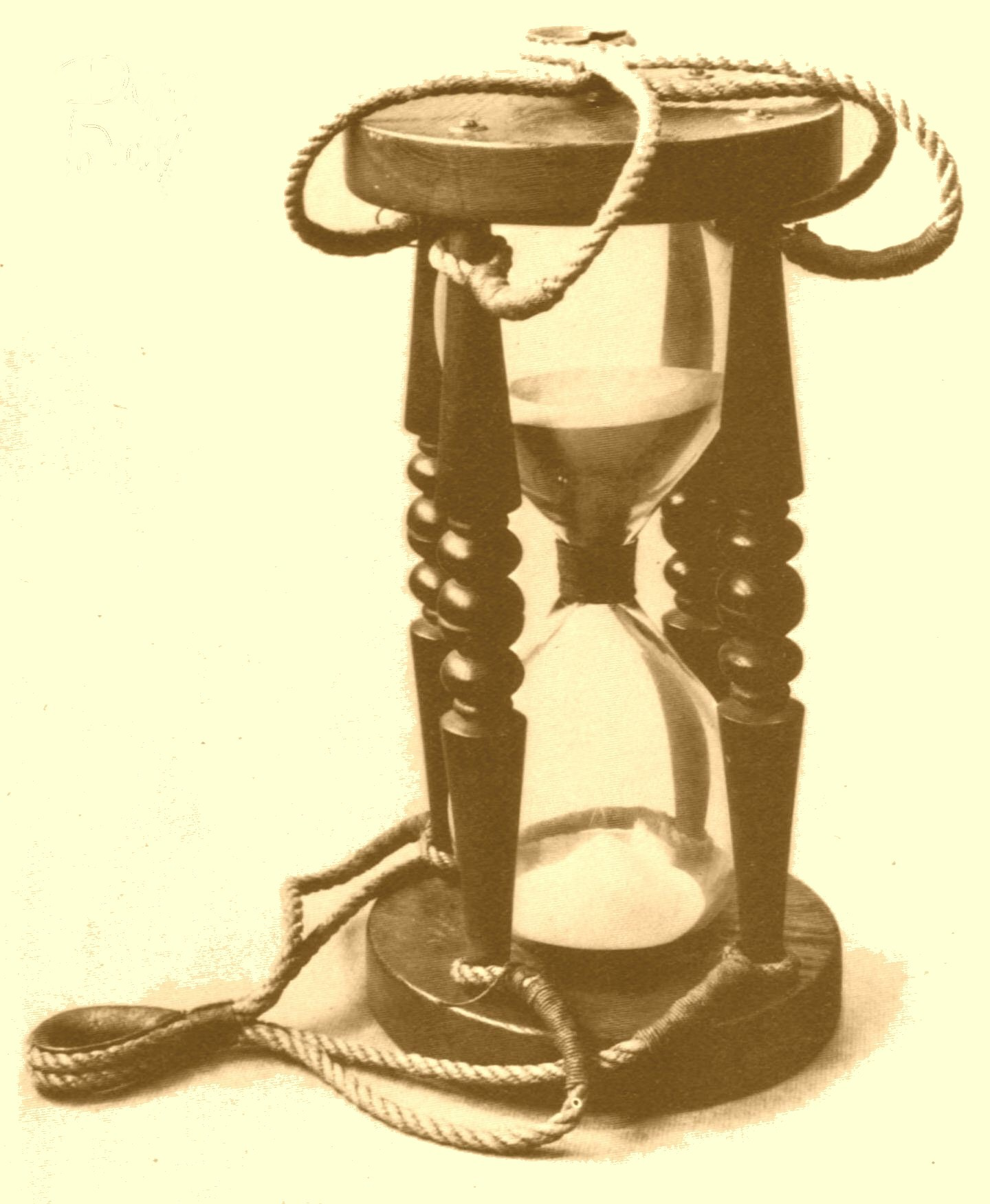
Ampolleta reversible con un apoyo "colgable" de cuatro columnas

Con las navegaciones atlánticas de la época de los descubrimientos –aparte de la brújula– hicieron falta las tablas, el astrolabio y la vara de Jacob o el cuadrante, pero hay que decir que durante estas navegaciones –como las navegaciones mediterráneas– la distancia navegada se calculaba por estima, y, no es posible la "navegación por aprecio" sin un instrumento para mesurar el tiempo.

### Ampolleta de horas
Durante más de 500 años (del 1300 al 1800) el instrumento para mesurar el tiempo en el mar fue el reloj de arena (cat. ampolleta d'hores). En Cataluña hay referencias de su fabricación desde la mitad del siglo XIV hechos de vidrio transparente catalán según las fórmulas del alquimista Guillem Sedacer, empleando como fundente la sosa obtenida quemando la barrilla (sus cenizas disueltas en agua y coladas con una criba han sido la base de la "colada" para lavar la ropa desde el Neolítico). La barrilla (cat. barrella) crece en el litoral mediterráneo desde Orihuela hasta Montpellier y los manuales italianos de hacer vidrio (la Sedacina y L'arte vetraria) dicen: "bisogna comprare la soda di Spagna".
En un extenso inventario de las cosas propiedad de Carlos V de Francia que estaban en su poder al momento de su muerte el 16 de septiembre de 1380. Hay un artículo citado como "heures de naviguer" del estudio del rey a su castillo de Saint Germain en Laye, que se describe de la siguiente manera:
Este "orloge de mer" o "heures de naviguer" le fue enviado, como un regalo, cuando todavía era solo un príncipe (siendo, por lo tanto, antes de 1356 cuando tomó el lugar de su padre en prisión), por Juan el cazador, a través de su tía Yolanda de Aragón, cuando Juan le pide un manuscrito de Juan de Mandeville, "para traducirlo a la lengua aragonesa". Este punto es capital para saber la lengua del original, ya que no le dice "para traducirlo a la lengua catalana" que era la más importante por ser la suya –implicando que no le hacía falta ninguna traducción– por otro lado, si hubiera tenido en Cataluña una copia en lengua catalana no habría pedido el de su tía, ergo el manuscrito de Yolanda de Aragón estaba en catalán.
El más interesante de esta referencia de Carlos V de Francia, es que una ampolleta de horas se define como un grant orloge de mer ("un gran reloj de mar"), esto junto con el hecho que la primera explicación de su uso en el mar aparece en el Duodécimo de El Cristiano (trabajo de M. Llauradó sobre Francesc Eiximenis) y que se lo dio como regalo su tía Yolanda de Aragón, sugiere que, en este periodo, la importancia de un reloj de arena estaba comúnmente relacionada con su uso en el mar y su demanda de fabricación pudo haberse originado a partir de las necesidades de navegación de la Corona de Aragón, un poder marítimo del momento en el Mediterráneo.

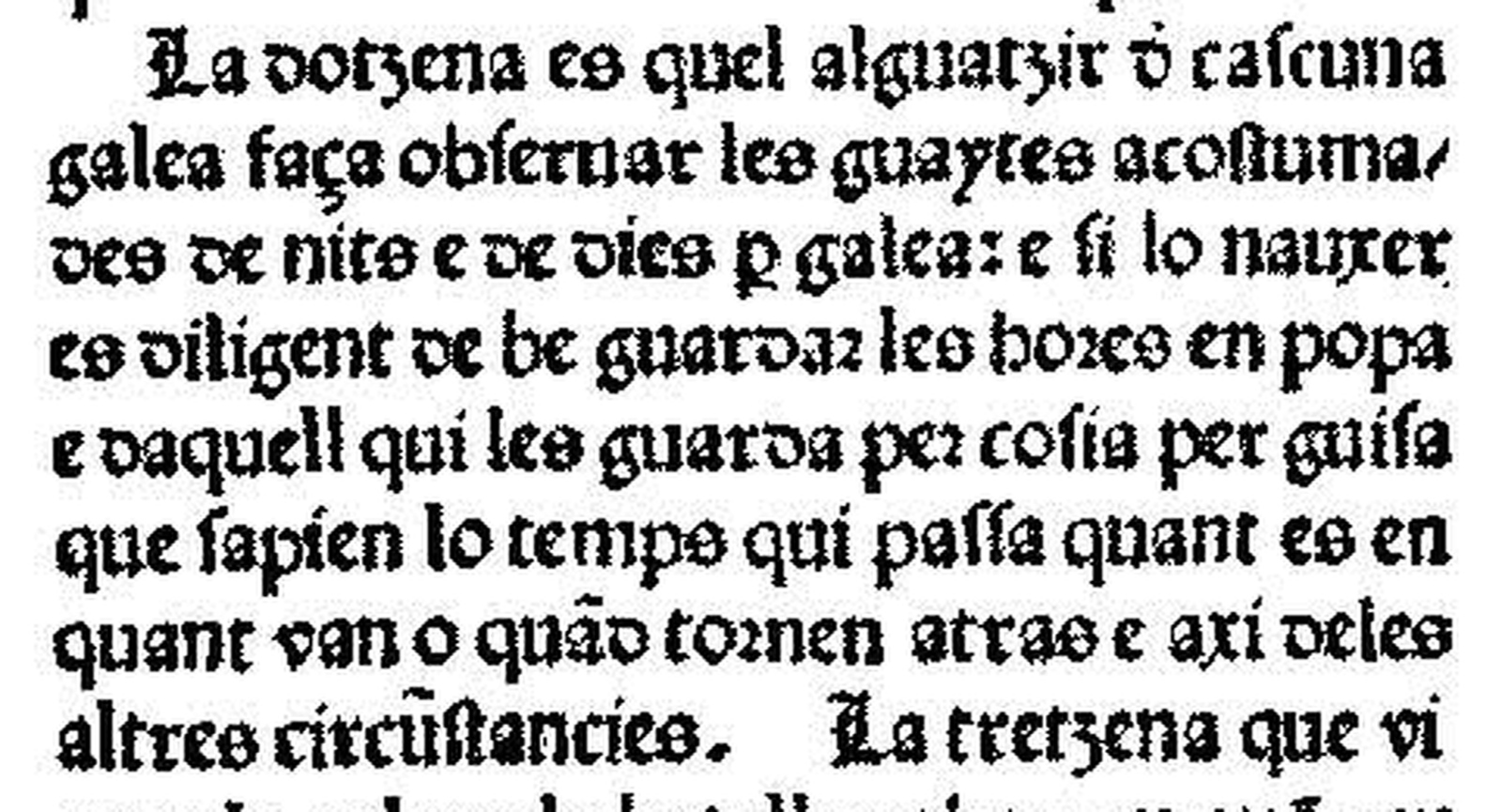
Duodécimo de Lo Crestià (Valencia, 1484)

- Francesc Eiximenis en el Duodécimo de Lo Crestià hablaba de la guerra naval y de la disciplina y orden que hay que observar en los barcos. En cuanto a la medida del tiempo escribió el siguiente:[48]

La dotzena és quel alguatzir de cascuna galea faça observar les guaytes acostumades de nits e de dies. E si lo nauxer és diligent deu bé guardar les hores en popa e daquell qui les guarda per cosia per guisa que sapien lo temps qui passa quant és en quant van o quand tornen atràs e així de les altres circumstàncies.
Dotzé del Crestià; cap CCCXXXVI

- En galeras francesas no se ha podido encontrar ninguna referencia hasta el manuscrito francés Stolonomie de los años 1547-1550, donde dice que cada galera tiene que llevar: “...Quatres ampoulletes à sablon pour mespartir les gardes à heures...”. Una frase muy similar a la catalana de Eiximenis.[49]

### Las dos "cartas" obligatorias
Desde Capmany, una serie de autores han repetido que las galeras catalanas tenían que llevar dos cartas marinas (cartas portulanas) a bordo, siguiendo las ordenanzas de Bernat de Cabrera de 1354.
De hecho el texto original dice: “Item, governs fornits d'agulles e de mapes e de leves”, que habría que actualizar en: “...item, timones provistos de pasadores, de bisagras y de levas (palancas = arjaus o cañas)...”. Dicho de otro modo: las ordenanzas de Bernat de Cabrera no hablan de cartas portulanas. Lo que sí que parecen indicar es que los timones catalanes de las galeras de la época ya eran timones de codaste.

## Fama de las galeras catalanas

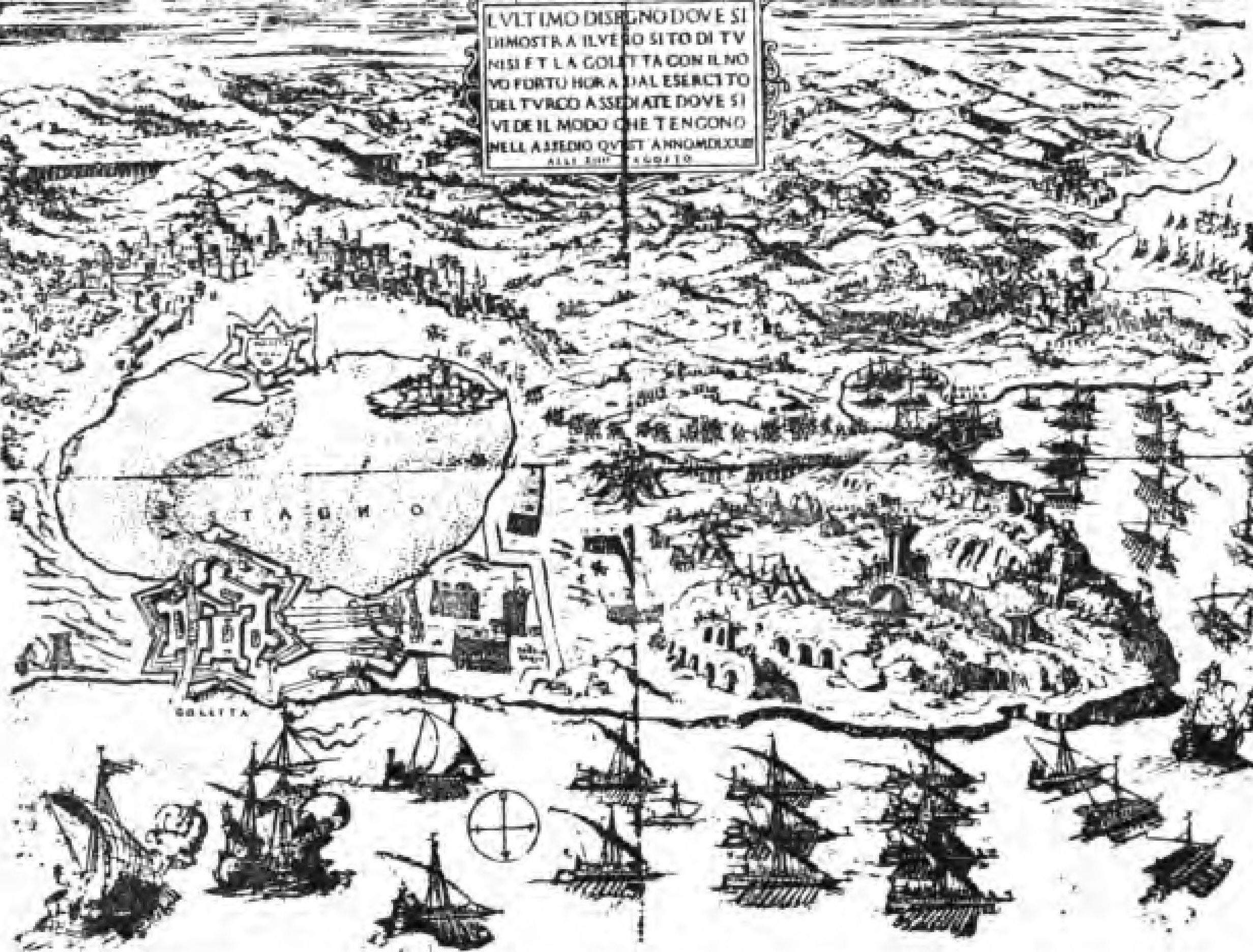
Campaña de Túnez

La designación genérica moderna “galeras del rey de Aragón” es inexacta y poco descriptiva de la realidad medieval. Hasta Fernando el Católico, las galeras de la Corona de Aragón eran catalanas, valencianas o mallorquinas. A menudo eran propiedad de las instituciones locales (Generalidad de Cataluña, municipios,etc.). A veces eran de propietarios particulares. Se ponían al servicio del rey, pero este no era el propietario.
Durante una época bastante larga la fama de las galeras catalanas fue reconocida por muchos.
- Benedetto Cotrugli.[51]

Galea vogia III hommini per bancho ogi, et have XXVIII et XXVIIII banchi. Le fuste vogano dui remi per bancho, et queste sonno de più qualitate de longeçe, ad beneplacitum XII, XVI, XX, XXIIII etc... Et realmente quisto modo de galee ando aptissimamente la nation Catallana et sondo aptissimi allo governo de quelle, perché le altre nationi armano solamente alli bisogni, et li Catalani al continuo fando lo misterio, et ciascheduno ne sa in parte et li Catallani in totum.
De navigatione. Benedetto Cotrugli.

- Martí de Viciana.[52]

Y assí hallamos que, en galeras, los catalanes han hecho más cosas buenas que ningunas otras nasciones, por donde resulta el refrán: “Que si en galera se haze cosa buena, el capitán á de ser catalán”.
Martí de Viciana: Libro tercero de la Crónica de la ínclita y coronada ciudad de Valencia.

### Galeras mercantes
De manera parecida a las galeras mercantes venecianas, hay varios casos documentados de galeras mercantes catalanas.
- 1427. Galera mercante en Inglaterra.[53]
- 1429. Galera mercante hechos de Narbona.[54]

## Cronología de las diversas etapas y épocas
- Cruzada pisano-catalana
- 1120. Ramón Berenguer III

...ut habeat illi viginti galeas et de gorabs tantos id possit alchaid mitere ducentos cauallos inter christianos et sarracenos et passet illum ad maioricas...
Orígenes históricos de Cataluña. Josep Balari i Jovany. Pàgina 657.

- Pedro el Ceremonioso y Bernat II de Cabrera
  - Ordinacions sobre lo fet de la mar
  - Características de las galeras de aquella época[55]

| Característica                                           | Galera gorda | Galera bastarda | Galera sutil |
| -------------------------------------------------------- | ------------ | --------------- | ------------ |
| Bancos por la banda de estribor, con 2 remeros por banco | 29           | 29              | 29           |
| Bancos por la banda de babor, con 2 remeros por banco    | 28           | 28              | 28           |
| Remeros totales, con 57 bancos (NOTA 1)                  | 114          | 114             | 114          |
| Mástil trinquete, sobre cubierta                         | sí           | sí              | sí           |
| Mástil maestro, sobre paramola/paramitjal                | sí           | sí              | sí           |
| Mástil de media, sobre cubierta                          | sí           | sí              | sí           |
| Vela de trinquete (lobo de proa, tercerol)               | 30 vessos    | 25              | 22           |
| Vela maestra o vela de maestro (artimó)                  | 40           | 35              | 30           |
| Vela de media                                            | 22           | 18              | 16           |
| Ballesteros                                              | 40           | 36              | 30           |

NOTA 1: un banco de la banda izquierda (estribor) quedaba suprimido por el fogón.
- Compromiso de Caspe. La Generalidad determina construir 3 galeras trosselleres ("trocelleres" en el original; hechas de trozos o piezas de galeras desguazadas) de 30 bancos.[60][61]
- Alfonso el Magnánimo
  - 1420. Zarpa una flota (cat. estol) de 26 galeras y 6 galeazas.[62]
  - 1432. 26 galeras y 9 naves gordas.
  - 1435. Derrota en la batalla de Ponça.
- Guerra Civil catalana.[63]
- Fernando el Católico inició lo que algunos han denominado “persecución política” de la construcción naval catalana.[64][65] Anteriormente las galeras (de guerra) las construían la Generalidad o personajes privados “con permiso real” invirtiendo dinero propio. A partir de Fernando el Católico, el dinero pasan a la corona y el rey ordena la construcción de galeras, destinando una parte muy pequeña de los impuestos recaudados a la construcción naval. El resultado es conocido: destrucción virtual de la industria naval catalana, pérdida de artesanos y, en pocos años, necesidad española de astilleros y productos extranjeros con un encarecimiento exorbitante de los precios.[66][67]

Desarmáronse estas galeras por mandado de los Reyes Católicos don Fernando y doña Isabel y persuasión de frailes que les encargaron las conciencias porque tenían galeras, diciendo que Dios no tenia más de un infierno para todo el mundo, y que ellos querían tener muchos pues cada galera era un infierno. Tanta fue la obediencia que los catalanes tuvieron á sus reyes, que aunque tenian guerra con ginoveses enemigos viejos, y aunque hacían y temían el daño que después acá se les ha por esto seguido, cumplieron luego el mandamiento; y tan bueno fue el consejo de aquellos frailes, que ha sido causa de cuantas guerras y robos han hecho cosarios en estos reinos...
Choronica de los muy nombrados Omiche y Haradin Barbarrojas. Francisco López de Gómara

- El año 1505, Fernando el Católico encargó la construcción de 9 galeras a los astilleros de Barcelona. En la correspondencia conservada el rey habla de los “suyos” astilleros.[68]
- 1529, 1535. Carlos V.[69]
- 1585. Frederic Despalau, drassaner mayor de los Astilleros de Barcelona.[70]

### Campañas

El «Camino de los españoles», con sus variantes principal y secundaria, iba de Barcelona y Nápoles hasta Bruselas, vía Génova-Milán.

Las más famosas campañas donde lucharon estos barcos, En ambas tomaron parte varios centenares de galeras fueron:
- La campaña de Lepanto, en 1571
- La campaña de la Armada Invencible el 1588. A pesar de que los libros de historia no reconocen la participación catalana, los archivos secretos Venecia-Inglaterra dados a conocer al público dicen el contrario:

"El inglés (Drake), aparte de la quema de las naves catalanas, a bordo de las cuales se perdieron cincuenta mil coronas, capturó un barco perteneciente a Don Pedro de Valdez, con cuatrocientos cincuenta españoles a bordo, y una gran cantidad de artillería de campaña que había sido utilizada como lastre."

Otras campañas importantes:
- Campaña mediterránea de Alfonso el Magnánimo 1420-1423. Todas las tropas de Alfonso el Magnánimo embarcaron a las galeras en Barcelona.
- Campaña de Granada con el asedio de Málaga, en el 1492. .."quedóse el real sin pólvora y mandó el rey dos galeras a Valencia y a Barcelona a por ella".. (Cura de los palacios)
- Guerras de Italia. Todas las tropas de Fernando el Católico (así como habían hecho las de su tío Alfonso el Magnánimo) embarcaron en las galeras en Barcelona.
- Campaña de Túnez en 1535. Todas las tropas (así como Carlos V y su cohorte) embarcaron en las galeras en Barcelona.

En las siguientes guerras los tercios españoles (así como Carlos V y su cohorte) iban en galeras catalanas de Barcelona a Génova y los tercios italianos de Nápoles a Génova, allá cogían el Camino de los españoles hasta su destino.
- Guerra de Esmalcalda (1546-1547)
- guerra de Flandes (1548-1568)

### Cronología de batallas
- Combate de Nicótera, 1282
- Combate de Malta, 1283

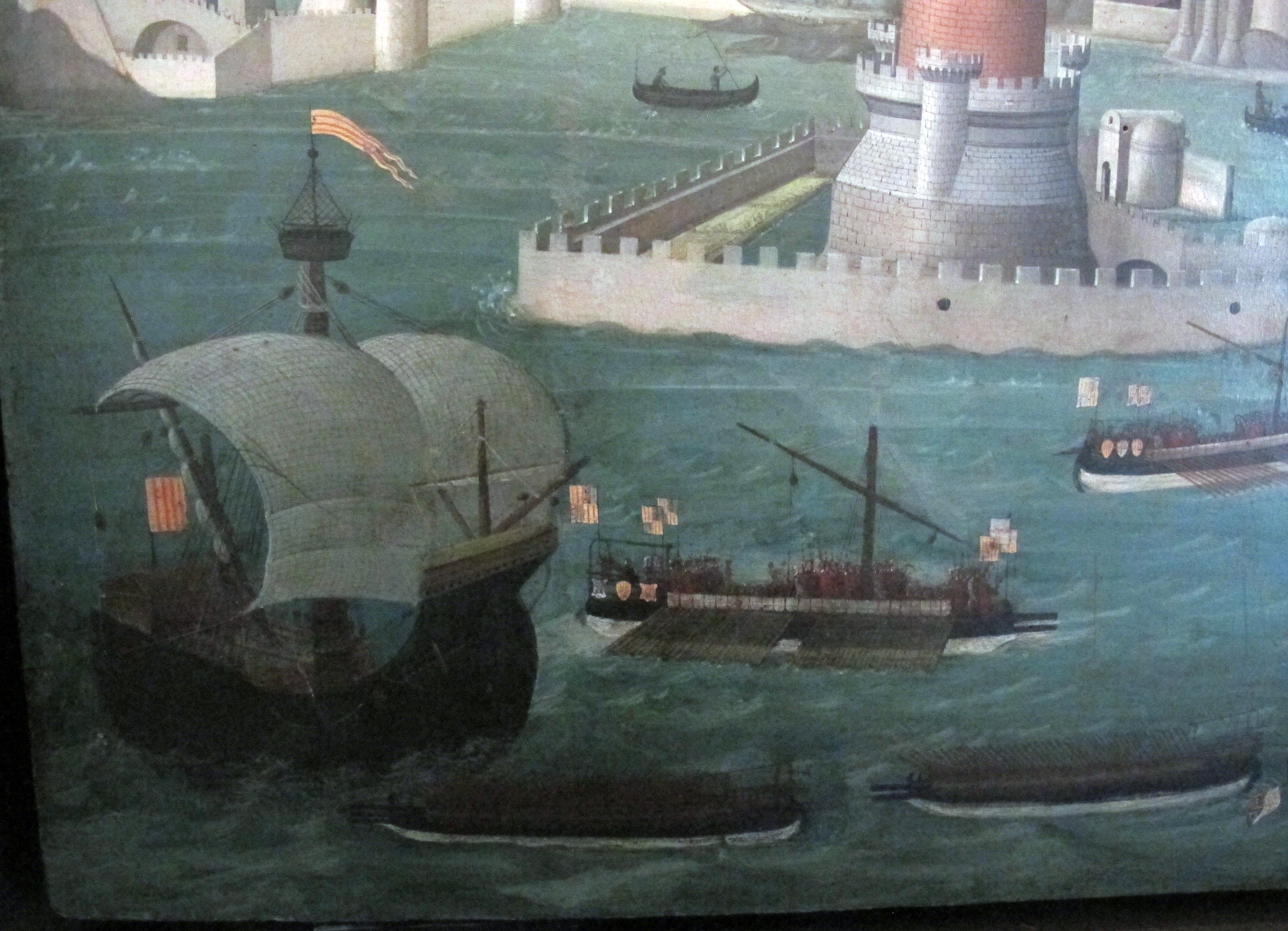
Detalle de la Tavola Strozzi. Barcos que vuelven a Nápoles después de la batalla de Isquia (1465).

- Batalla naval del golfo de Nápoles, 1284
- Batalla naval de Sant Feliu de Guíxols, 1285
- Batalla naval de Formigues, 1285
- Batalla de los Condes, 1287
- Batalla del cabo Orlando, 1299
- Batalla de Gagliano, 1300
- Batalla naval de Cagliari, 1324
- Batalla naval del Bósforo, 1352
- Batalla naval de Zonklon, 1352
- Batalla naval de Puerto del Conde, 1353
- Batalla naval de Barcelona (1359)
- Batalla naval de Bona, 1360
- Asedio de Bonifacio, 1420
- Batalla de la Foç Pisana, 1421
- Saqueo de Marsella, 1423
- Asedio de Calvi, 1429
- Batalla naval de Ponza (1435)
- Batalla de Isquia, 1465 (conjura de los Barones)
- Asedio de Cefalonia, 1500
- Jornada de Mazalquivir, 1506
- Conquista de Orán, 1509
- Asedio de Bugía (1514)
- Batalla de Formentera (1529)
- Jornada de Túnez (1535)
- Batalla de Préveza, 1538
- Batalla de Girolata, 1540
- Batalla de la isla de Alborán, 1540
- Jornada de Argel, 1541
- Asedio de Niza (1543)
- Batalla de Los Gelves (1560)
- Asedio de Malta (1565)
- Batalla de la Isla Terceira 1582
- Batalla de Lepanto[76][77][78]